# 布里茨 (勃兰登堡州)
布里茨（德語：Britz）是德国勃兰登堡州的一个市镇，隶属于巴尔尼姆县。总面积为15.5平方千米，截至2020年总人口为2088人。